# تيري جنكينز
تيري جنكينز (بالإنجليزية: Terry Jenkins)‏ هو لاعب دارت بريطاني، ولد في 26 سبتمبر 1963 في لدبوري ‏ في المملكة المتحدة.

## وصلات خارجية
- تيري جنكينز على موقع DartsDatabase.co.uk (الإنجليزية)